# Murder in the First (Fernsehserie)/Episodenliste
Diese Episodenliste enthält alle Episoden der US-amerikanischen Krimiserie Murder in the First, sortiert nach der US-amerikanischen Erstausstrahlung. Zwischen 2014 und 2016 entstanden in drei Staffeln insgesamt 32 Episoden mit einer Länge von jeweils etwa 42 Minuten.

## Übersicht
| Staffel | Episodenanzahl | Erstausstrahlung USA | Erstausstrahlung USA | Deutschsprachige Erstausstrahlung | Deutschsprachige Erstausstrahlung |
| Staffel | Episodenanzahl | Staffelpremiere      | Staffelfinale        | Staffelpremiere                   | Staffelfinale                     |
| ------- | -------------- | -------------------- | -------------------- | --------------------------------- | --------------------------------- |
| 1       | 10             | 14. Juni 2014        | 11. August 2014      | 30. September 2014                | 2. Dezember 2014                  |
| 2       | 12             | 8. Juni 2015         | 24. August 2015      | 19. August 2015                   | 4. November 2015                  |
| 3       | 10             | 26. Juni 2016        | 4. September 2016    | 27. Juli 2016                     | 28. September 2016                |

## Staffel 1
Die Erstausstrahlung der ersten Staffel war vom 14. Juni bis zum 11. August 2014 auf dem US-amerikanischen Kabelsender TNT zu sehen. Die deutschsprachige Erstausstrahlung sendete der Pay-TV-Sender TNT Serie vom 30. September bis zum 2. Dezember 2014.
| Nr. (ges.) | Nr. (St.) | Deutscher Titel         | Originaltitel             | Erstausstrahlung USA | Deutschsprachige Erstausstrahlung (D) | Regie           | Drehbuch                                      | Zuschauer (USA) |
| ---------- | --------- | ----------------------- | ------------------------- | -------------------- | ------------------------------------- | --------------- | --------------------------------------------- | --------------- |
| 1          | 1         | Mord in Tenderloin      | Pilot                     | 9. Juni 2014         | 30. Sep. 2014                         | Thomas Schlamme | Steven Bochco & Eric Lodal Idee: Eric Lodal   | 3,759 Mio.      |
| 2          | 2         | Tiefer Fall             | The City of Sisterly Love | 16. Juni 2014        | 7. Okt. 2014                          | Jesse Bochco    | Steven Bochco & Eric Lodal Idee: Eric Lodal   | 2,904 Mio.      |
| 3          | 3         | Vaterfreuden            | Who’s Your Daddy          | 23. Juni 2014        | 14. Okt. 2014                         | Rick Wallace    | Steven Bochco & Eric Lodal Idee: Alison Cross | 2,654 Mio.      |
| 4          | 4         | Beweislast              | Burning Woman             | 30. Juni 2014        | 21. Okt. 2014                         | Ben Bolt        | Steven Bochco & Eric Lodal Idee: Alison Cross | 2,493 Mio.      |
| 5          | 5         | Lügen haben kurze Beine | Pants on Fire             | 7. Juli 2014         | 28. Okt. 2014                         | Allison Anders  | Steven Bochco & Eric Lodal Idee: David Maples | 2,550 Mio.      |
| 6          | 6         | Schlagabtausch          | Punch Drunk               | 14. Juli 2014        | 4. Nov. 2014                          | Reggie Hudlin   | Steven Bochco & Eric Lodal Idee: Brian Nelson | 2,673 Mio.      |
| 7          | 7         | Alibi                   | Suck My Alibi             | 21. Juli 2014        | 11. Nov. 2014                         | Mike Mayers     | Steven Bochco & Eric Lodal Idee: Brian Nelson | 2,526 Mio.      |
| 8          | 8         | Gewinner und Verlierer  | Win Some, Lose Some       | 28. Juli 2014        | 18. Nov. 2014                         | Jesse Bochco    | Steven Bochco & Eric Lodal Idee: Alison Cross | 2,743 Mio.      |
| 9          | 9         | Familienangelegenheiten | Family Matters            | 4. Aug. 2014         | 25. Nov. 2014                         | Bethany Rooney  | Steven Bochco & Eric Lodal Idee: Eric Lodal   | 2,694 Mio.      |
| 10         | 10        | Die dunkle Seite        | Blunt the Edge            | 11. Aug. 2014        | 2. Dez. 2014                          | Jesse Bochco    | Steven Bochco & Eric Lodal Idee: Eric Lodal   | 3,394 Mio.      |

## Staffel 2
Die Erstausstrahlung der zweiten Staffel war vom 8. Juni bis zum 24. August 2015 auf dem US-amerikanischen Kabelsender TNT zu sehen. Die deutschsprachige Erstausstrahlung sendete der Pay-TV-Sender TNT Serie vom 19. August bis zum 4. November 2015.
| Nr. (ges.) | Nr. (St.) | Deutscher Titel          | Originaltitel          | Erstausstrahlung USA | Deutschsprachige Erstausstrahlung (D) | Regie           | Drehbuch                              | Zuschauer (USA) |
| ---------- | --------- | ------------------------ | ---------------------- | -------------------- | ------------------------------------- | --------------- | ------------------------------------- | --------------- |
| 11         | 1         | Twenty-fifteen           | Twenty-Fifteen         | 8. Juni 2015         | 19. Aug. 2015                         | Jesse Bochco    | Eric Lodal                            | 2,377 Mio.      |
| 12         | 2         | Schizofrenzy             | Schizofrenzy           | 15. Juni 2015        | 26. Aug. 2015                         | Jesse Bochco    | Robert Munic                          | 2,093 Mio.      |
| 13         | 3         | Aus den eigenen Reihen   | Blue on Blue           | 22. Juni 2015        | 2. Sep. 2015                          | Allison Anders  | Daniele Nathanson                     | 2,186 Mio.      |
| 14         | 4         | Der wohltätige König     | My Sugar Walls         | 29. Juni 2015        | 9. Sep. 2015                          | Allison Anders  | Jonathan Abrahams                     | 2,154 Mio.      |
| 15         | 5         | Blut für Blut            | The McCormack Mulligan | 6. Juli 2015         | 16. Sep. 2015                         | Allison Anders  | Robert Munic                          | 1,960 Mio.      |
| 16         | 6         | Oh, Mexico               | Oh Mexico              | 13. Juli 2015        | 23. Sep. 2015                         | Jessie Bochco   | Daniele Nathanson                     | 1,996 Mio.      |
| 17         | 7         | Schmutzige Geschäfte     | State of the Union     | 20. Juli 2015        | 30. Sep. 2015                         | Reggie Hudlin   | Eric Lodal                            | 1,931 Mio.      |
| 18         | 8         | Ermittlungen im Schatten | Out of the Shadows     | 27. Juli 2015        | 7. Okt. 2015                          | David Boyd      | Jonathan Abrahams                     | 2,185 Mio.      |
| 19         | 9         | Die weiße Hexe           | Bruja Blanca           | 3. Aug. 2015         | 14. Okt. 2015                         | Reggie Hudlin   | Daniele Nathanson                     | 2,100 Mio.      |
| 20         | 10        | Nichts als die Wahrheit  | Nothing But The Truth  | 10. Aug. 2015        | 21. Okt. 2015                         | Allison Anders  | Alison Cross                          | 2,023 Mio.      |
| 21         | 11        | Die Spitze des Eisbergs  | Down Time              | 17. Aug. 2015        | 28. Okt. 2015                         | Martha Mitchell | Jonathan Abrahams & Daniele Nathanson | 1,881 Mio.      |
| 22         | 12        | Zweierlei Maß            | Number Thirty Nine     | 24. Aug. 2015        | 4. Nov. 2015                          | Jesse Bochco    | Jonathan Abrahams                     | 1,828 Mio.      |

## Staffel 3
Die Erstausstrahlung der dritten Staffel war vom 26. Juni bis zum 4. September 2016 auf dem US-amerikanischen Kabelsender TNT zu sehen. Die deutschsprachige Erstausstrahlung sendete der Pay-TV-Sender TNT Serie vom 27. Juli bis zum 28. September 2016.
| Nr. (ges.) | Nr. (St.) | Deutscher Titel                  | Originaltitel          | Erstausstrahlung USA | Deutschsprachige Erstausstrahlung (D) | Regie               | Drehbuch                                                       | Zuschauer (USA) |
| ---------- | --------- | -------------------------------- | ---------------------- | -------------------- | ------------------------------------- | ------------------- | -------------------------------------------------------------- | --------------- |
| 23         | 1         | Normandy Parker                  | Normandy Bitch         | 26. Juni 2016        | 27. Juli 2016                         | Jesse Bochco        | Jonathan Abrahams Idee: Steven Bochco & Jonathan Abrahams      | 1,375 Mio.      |
| 24         | 2         | Allein auf weiter Flur           | Tropic of Cancer       | 3. Juli 2016         | 3. Aug. 2016                          | Rick Wallace        | Daniele Nathanson                                              | 1,391 Mio.      |
| 25         | 3         | Ambition vor Gerechtigkeit       | Black and Blue         | 10. Juli 2016        | 10. Aug. 2016                         | Eriq La Salle       | Corinne Marrinan                                               | 1,336 Mio.      |
| 26         | 4         | In der Sackgasse                 | The Barbers of Seville | 17. Juli 2016        | 17. Aug. 2016                         | Dan Shaw            | Alison Cross                                                   | 1,287 Mio.      |
| 27         | 5         | Die Spur des Geldes              | Follow the Money       | 24. Juli 2016        | 24. Aug. 2016                         | Martha Mitchell     | Ethan Kass                                                     | 1,467 Mio.      |
| 28         | 6         | Zu Besuch bei den Chinesen       | Sam I Am               | 31. Juli 2016        | 31. Aug. 2016                         | Nicole Rubio        | Daniele Nathanson                                              | 1,305 Mio.      |
| 29         | 7         | Häusliche Gewalt und ihre Folgen | Let’s Make a Deal      | 14. Aug. 2016        | 7. Sep. 2016                          | Allison Anders      | Corinne Marrinan                                               | 1,095 Mio.      |
| 30         | 8         | Mein geliebter Rabenvater        | Daddy Dearest          | 21. Aug. 2016        | 14. Sep. 2016                         | Mark-Paul Gosselaar | Alison Cross                                                   | 1,308 Mio.      |
| 31         | 9         | Wie Phönix aus der Asche         | Rise of the Phoenix    | 28. Aug. 2016        | 21. Sep. 2016                         | Allison Anders      | Ethan Kass                                                     | 1,496 Mio.      |
| 32         | 10        | Der Wolf im Schafspelz           | Kat’s Meow             | 4. Sep. 2016         | 28. Sep. 2016                         | Jesse Bochco        | Alison Cross, Corinne Marrinan, Daniele Nathanson & Ethan Kass | 1,612 Mio.      |